# Шафиков, Газим Газизович
Газим Газизович Шафиков (баш. Ғәзим Ғәзиз улы Шафиҡов; 1 октября 1939, Фрунзе, Киргизская ССР — 28 января 2009, Уфа, Башкортостан, Россия) — башкирский поэт, прозаик,
драматург, публицист, переводчик, фольклорист. Заслуженный деятель искусств Республики Башкортостан, лауреат государственной премии имени Салавата Юлаева, пяти премий республики, в том числе престижной премии имени Акмуллы, кавалер ордена Салавата Юлаева.

## Биография
Шафиков Газим Газизович родился 1 октября 1939 года в г. Фрунзе (ныне Бишкек, Кыргызстан) в семье учителей. В 1951 году семья вернулась в Башкортостан. Родители Г. Шафикова жили в деревне Абишево Хайбуллинского района, отец работал директором школы, мать — воспитателем в пришкольном интернате. В 1956 году окончил Акъярскую среднюю школу (ныне средняя школа №1 с. Акъяр). В 1957 году поступил в Башкирский государственный университет (ныне Уфимский университет науки и технологий). После окончания филологического факультета БГУ (ныне Уфимский университет науки и технологий) в 1962 г. работал литературным сотрудником, заведующим отделом редакции республиканской молодёжной газеты «Ленинец», литературным сотрудником Комитета Башкирского гостелерадиовещания, консультантом Союза писателей БАССР.
В это время он публиковал много своих стихов, был хорошо известен читателю.
Широкую известность Газим Шафиков приобрел в 1970—1980 годах после издания
поэтических сборников «Рожденные в седле», «Поющий стебель», «Водораздел», «Песнь Шульган-Таша», «Формула Канта». По его сценариям были сняты документальные фильмы «Сокол» о дважды Герое Советского союза Мусе Гарееве, «Хадия» — о писательнице Х. Давлетшиной, «Крылья души» о государственном ансамбле народного танца имени Ф. Гаскарова.
В 1980-х годах публицистические статьи Газима Шафикова об актуальнейших вопросах времени вызвали большой резонанс. Он автор книг «И совесть и жертвы эпохи», «Крючья под ребро», «Дыхание жгучее истории» о жизни и деятельности выдающихся личностей республики прошлого и настоящего. В 1992 году за книгу «И совесть и жертвы эпохи» был удостоен Государственной премии республики Башкортостан имени Салавата Юлаева.
Газим Шафиков успешно работал и в жанре прозы и драматургии. В 1999 году вышел его фундаментальный роман «Расстрел», где он поднимает почти неизвестные темы, белые пятна башкирской истории 1920—1921 гг., о которых не принято было писать. Такого романа в башкирской литературе ещё не было. Драмы Газима Шафикова «Операция», «Старая Квартира», «Здесь моя родина», «Хадия», «Пещера», «Черный иноходец», «Аттила» с успехом шли на сценах республиканских театров. Пьеса «Урал Батыр», написанная по мотивам древнего башкирского эпоса, была поставлена на сценах театров Чехословакии, Югославии, Польши.
Газим Шафиков активно занимался переводческой деятельностью. Он перевёл на русский язык такие башкирские народные эпосы, как «Урал батыр», «Акбузат», «Идукай и Мурадым», «Баик», «Айдар сэсэн», «Юлай и Салават», «Кусяк бий» и другие легенды и предания, пословицы и поговорки, сказки и сказания, баиты и мунажиты. Они занимают более половины 12-томного издания произведений башкирского народного творчества на русском языке.

### Стихи
- Рожденные в седле. Башкнигоиздат, 1971 г.
- Поющий стебель. Башкнигоиздат, 1979 г
- Водораздел. г. Уфа. Башкнигоиздат .1983 г.
- Урал-Батыр. г. Уфа. Башкнигоиздат . 1986 г.
- Песнь Шульган -Таша". г. Уфа. Башкнигоиздат. 1989 г.
- Формула Канта. г. Уфа . Издательство  Китап . 1996 г.

### Проза
- Последняя вспышка лампы . г .Уфа . Башкнигоиздат . 1986 г.
- И совесть и жертвы эпохи. г .Уфа . Башкнигоиздат . 1991 г.
- Кручья под ребро . г. Уфа . Башкнигоиздат . 1993 г.
- Дыхание жгучее истории . г .Уфа . Издательство  Китап . 1998 г.
- Старик в ночи . г .Уфа . Издательство  Китап . 2004 г.
- Тень Чингисхана . Уфа . Издательство  Китап  2007 г.
- Расстрел . Уфа . Издательство  Китап . 1999 г.
- Газим Шафиков. Избранное в 3- х томах . Уфа . Издательство Китап 2009 г.

## Звания и награды
- Заслуженный деятель искусств БАССР (1989)
- Лауреат государственной премии имени Салавата Юлаева (1992)
- Лауреат премии имени Акмуллы
- Лауреат премии имени Хадии Давлетшиной
- Кавалер ордена Салавата Юлаева
- Почётный гражданин Хайбуллинского района Республики Башкортостан
- Лауреат премии имени Сергея Чекмарева (1992)